# Haplochromis degeni
Haplochromis degeni é uma espécie de peixe da família Cichlidae. É endêmica do Lago Vitória.